# Huygens-Institut für die Geschichte der Niederlande

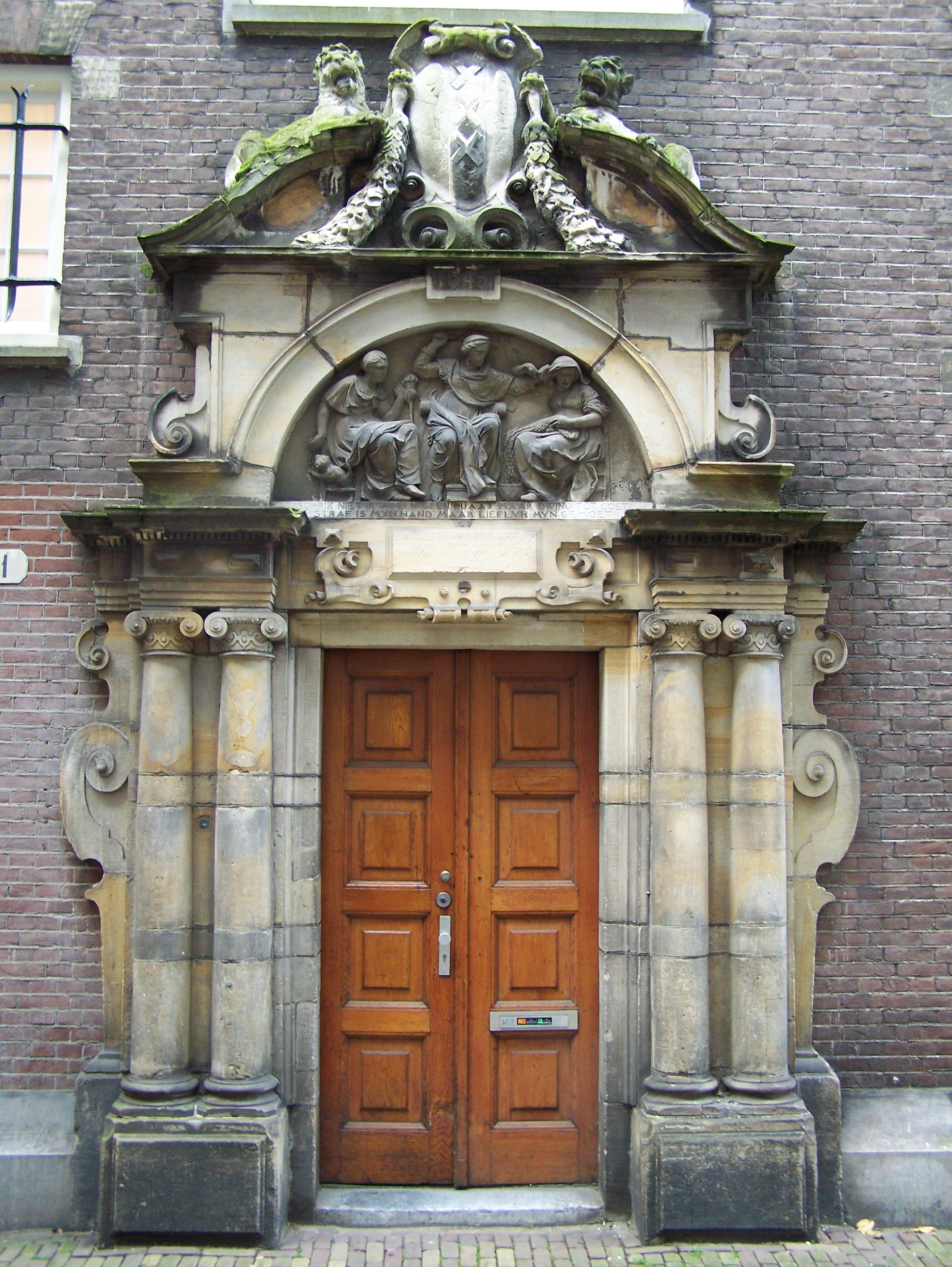
Das Huygens ING in Amsterdam

Das Huygens-Institut für die Geschichte der Niederlande, kurz Huygens ING, ist ein Institut der Königlich Niederländischen Akademie der Wissenschaften (KNAW). Das Huygens ING erforscht Texte und Quellen aus der Vergangenheit und Geschichte der Niederlande mit Hilfe neuer rechnergestützten Methoden und Techniken aus den digitalen Geisteswissenschaften. Das Institut setzt sich für Innovationen in der Forschungsmethodik sowie für ein besseres Verständnis der niederländischen Kultur und Geschichte in einer breiten Öffentlichkeit ein.

## Geschichte
Das Huygens-Institut für die Geschichte der Niederlande entstand am 1. Januar 2011 durch den Zusammenschluss des Instituts für niederländische Geschichte (niederländisch Instituut voor Nederlandse Geschiedenis), einem Forschungsinstitut der Niederländischen Organisation für wissenschaftliche Forschung (niederländisch Nederlandse Organisatie voor Wetenschappelijk Onderzoek; kurz NWO), und dem 1808 gegründeten Huygens-Institut der Königlich Niederländischen Akademie der Künste und Wissenschaften (KNAW).
Namensgeber sind der niederländische Diplomat, Dichter und Komponist Constantijn Huygens und sein Sohn, der Astronom, Mathematiker und Physiker Christiaan Huygens.

## Institut
Das Institut besteht aus vier thematisch ausgerichteten Abteilungen: 
- Abteilung für politische und institutionelle Geschichte
- Abteilung für Wissenschaftsgeschichte
- Abteilung für Literatur
- Abteilung Neerlandistiek (seit 2005)

Die Abteilung für politische und institutionelle Geschichte geht auf die Gründung im Jahr 1902 zurück, als sie unter der Leitung des Historikers Herman Theodoor Colenbrander als „Commissie van Advies voor 's Rijks Geschiedkundige Publicatiën“ (Beratende Kommission für Veröffentlichungen zur Geschichte des Reiches) gegründet wurde. Im Jahr 2005 wurde die Abteilung „Neerlandistiek“ des niederländischen Instituts für wissenschaftliche Informationsdienste (NIWI) als Bestandteil des Instituts hinzugefügt. 
Mit rund einhundert Mitarbeitern ist das Institut das größte geisteswissenschaftliche Forschungsinstitut in den Niederlanden. Diese Forscher haben unterschiedliche Hintergründe und arbeiten oft mit Universitäten zusammen. 
Zwischen 2011 und 2016 war das Institut im Gebäude der Königlichen Bibliothek der Niederlande in Den Haag untergebracht. Seit Oktober 2016 hat das Huygens-Institut zusammen mit dem Meertens Instituut seinen Sitz im Spinhuis in Amsterdam.